# Bolton Eyres-Monsell, 1:e viscount Monsell
Bolton Meredith Eyres-Monsell, 1:e viscount Monsell, född 22 februari 1881, död 21 mars 1969, var en brittisk politiker.
Monsell var ursprungligen sjöofficer och blev kommendör 1917. Från 1910 var han konservativ ledamot av undershuset, unionistisk whip ("inpiskare") 1911-14 och chief whip ("chefsinpiskare") hos de konservativa 1923-31. Åren 1921-22 var han civil lord i amiralitetet, 1922-23 parlaments- och finanssekreterare där, samt 1923-24, 1924-29 och 1931 parlamentssekreterare hos premiärministern. År 1931 blev han sjöminister och medlem av Ramsay MacDonalds nationella samlingsregering. År 1935 blev han som viscount Monsell ledamot av överhuset.